# Ernst Toller

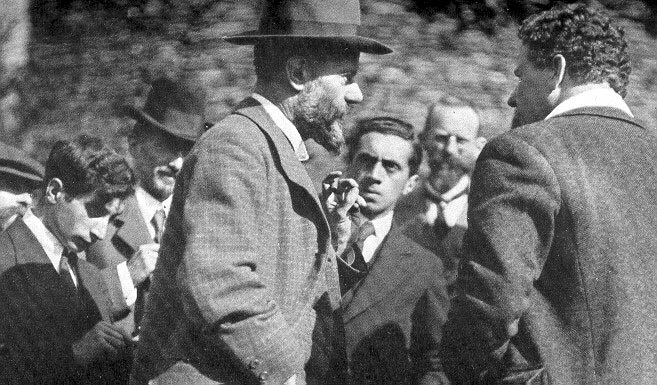
Lauensteiner Tagung (1917): Max Weber, Ernst Toller (uprostřed)

Ernst Toller (1. prosince 1893 Szamocin – 22. května 1939 New York) byl německý dramatik, básník a levicový politický aktivista narozený na území dnešního Polska. Jeho dílo dramatické a literární je řazeno k expresionismu.

## Život
Jeho otec byl židovský obchodník s obilím. Vystudoval na univerzitě v Grenoblu ve Francii, ale v roce 1914 se vrátil do Německa a vstoupil do armády. Po 13 měsících na frontě první světové války byl zraněn a invalidizován. Válečná zkušenost ho přivedla k radikálnímu pacifismu. Založil mírové hnutí v Heidelbergu. Aby se vyhnul zatčení, utekl do Mnichova, kde pomáhal vést stávku dělníků muničních továren. Nakonec byl zatčen. V roce 1919, když vznikla Bavorská republika rad, byl Toller zvolen prezidentem jejího Ústředního revolučního výboru. Po potlačení revoluce byl znovu zatčen a odsouzen k trestu odnětí svobody na pět let.
Ve vězení napsal Masse-Mensch (Dav – člověk), divadelní hru, která mu přinesla největší slávu. Po propuštění uspěl i s expresionistickou hrou Hoppla – wir leben (Hopla – my žijeme). V roce 1933, těsně před nástupem Hitlera, emigroval do Spojených států. V tomto roce vydal též svou autobiografii nazvanou Eine Jugend in Deutschland (Byl jsem Němec). V USA byl však nešťastný. Pracoval v Hollywoodu jako scenárista, ale práce pro komerční účely ho nenaplňovala. Na počátku druhé světové války spáchal sebevraždu oběšením v hotelu na Manhattanu.